# Haematopota virgatipennis
Haematopota virgatipennis är en tvåvingeart som beskrevs av Austen 1908. Haematopota virgatipennis ingår i släktet Haematopota och familjen bromsar.
Artens utbredningsområde är Angola. Inga underarter finns listade i Catalogue of Life.